# Пирин (хижа)
Вижте пояснителната страница за други значения на Пирин.
Вижте пояснителната страница за други значения на Велебит.
„Пирин“ е една от най-ниските хижи в Пирин, разположена в долината на Демиркапийската река на височина 1640 м. Построена е през 1934 г. и в началото се е наричала „Велебит“, по името на хърватската планина Велебит от масива на Динарските планини. По-късно е преименувана на „Трите реки“, по името на местността. От 1945 г. приема сегашното си име.

Хижата е построена изцяло със средства на Спомагателната организация на ВМРО. Иван Михайлов в „Спомени“, том IV, пишеː 
| „ | Тя бе обзаведена с всичкия нужен инвентар и оставаше само да бъде осветена. Но дойде споменатата сърбофилска власт (авторът има предвид властта след деветнадесетомайският преврат в Царство България, извършен на 19 май 1934 година от Политическия кръг „Звено“ и Военния съюз с помощта на армията), която разграби и унищожи инвентара и (кревати и пр; изпочупени прозорци). | “ |

Хижата е триетажна масивна сграда, като на вторите 2 етажа се намират 12 стаи със 78 легла. Тя е електрифицирана и водоснабдена. Камионен път с дължина 18 км я свързва със с. Пирин, а пътека води до гр. Мелник (5-6 ч.), който се счита за изходен пункт.
От хижа „Пирин“ може да се стигне до връх Каменица и до всички върхове от главното било между Джано и Бойков връх, а най-близките хижи са: „Малина“ (2 ч.), „Тевно езеро“ (4,30 ч.), „Беговица“ (5 ч.), „Безбог“ (5,30 ч.), „Демяница“ (6 ч.), „Попови ливади“ (6 часа).